# Andrzej Walkowiak
Andrzej Walkowiak (Bydgoszcz; 21 de Janeiro de 1961 — ) é um político da Polónia. Ele foi eleito para a Sejm em 25 de Setembro de 2005 com 5203 votos em 4 no distrito de Bydgoszcz, candidato pelas listas do partido Prawo i Sprawiedliwość.